# Safi Faye
Safi Faye (Dakar, 22 de noviembre de 1943-París, 23 de febrero de 2023) fue una directora de cine y etnóloga senegalesa. Fue la primera africana subsahariana en dirigir un largometraje de distribución comercial, Kaddu Beykat, estrenado en 1975. Ha dirigido varios documentales y películas de ficción centrados en la vida rural en Senegal.

## Biografía
Faye nació en 1943 en Dakar, Senegal, en una aristocrática familia Serer. Sus padres eran de Fad'jal, un pueblo al sur de Dakar. Asistió a la Escuela Normal de Rufisque y al recibir su certificado de maestra en 1962 o 1963, comenzó a enseñar en Dakar.
En 1966 asistió al Festival de Arte Negro de Dakar y conoció al etnólogo y cineasta francés Jean Rouch, quien la animó a utilizar la realización de películas como herramienta etnográfica.  Tuvo un papel actoral en su película de 1971 Petit à petit. Faye ha dicho que no le gusta la película de Rouch, pero que trabajar con él le permitió aprender sobre cine y cinéma-vérité. En la década de 1970 estudió etnología en la École pratique des hautes études y luego en la Escuela de Cine Lumière. Se mantuvo trabajando como modelo, actriz y en efectos de sonido de películas.  En 1979, recibió un doctorado en etnología de la Universidad de París. De 1979 a 1980, estudió producción de video en Berlín y fue profesora invitada en la Universidad Libre de Berlín. Recibió un título adicional en etnología de la Sorbona en 1988. 

## Carrera
Su primera película, en la que también actuó, fue un corto de 1972 llamado La Passant, extraído de sus experiencias como extranjera en París. Sigue a una mujer (Faye) caminando por una calle y notando las reacciones de los hombres cercanos. Su primer largometraje fue Kaddu Beykat, que significa La voz del campesino en wólof y fue conocido internacionalmente como Letter from My Village o News from My Village.  Para su realización obtuvo respaldo financiero  del Ministerio de Cooperación francés. Estrenada en 1975, fue el primer largometraje realizado por una africana subsahariana que se distribuyó comercialmente y obtuvo reconocimiento internacional para Faye. En su lanzamiento fue prohibido en Senegal. En 1976 ganó el Premio FIPRESCI de la Federación Internacional de Críticos de Cine (empatado con Chhatrabhang) y el Premio OCIC.
El documental de 1983, Selbé: One Among Many, sigue a una mujer de 39 años llamada Sélbe que trabaja para mantener a sus ocho hijos desde que su esposo se fue de la aldea para buscar trabajo. Selbé conversa regularmente con Faye, que permanece fuera de la pantalla, y describe su relación con su esposo y la vida cotidiana en el pueblo.
Sus películas son más conocidas en Europa que en su África natal, donde rara vez se muestran.

## Vida personal
Faye, que vivía en París, estaba divorciada y tenía una hija.

## Filmografía
- 1972: La Passante
- 1975: Kaddu Beykat
- 1979: Fad'jal
- 1979: Goob na nu
- 1980: Man Sa Yay
- 1981: Les âmes au soleil
- 1983:Selbe: One Among Many
- 1983: 3 ans 5 mois
- 1985: Racines noires
- 1985: Elsie Haas, femme peintre et cinéaste d'Haiti
- 1989: Tesito
- 1996: Mossane

## Premios y distinciones
Festival Internacional de Cine de Berlín
| Año  | Categoría       | Película     | Resultado |
| ---- | --------------- | ------------ | --------- |
| 1976 | Premio FIPRESCI | Kaddu Beykat | Ganadora  |